# افیون توده‌ها

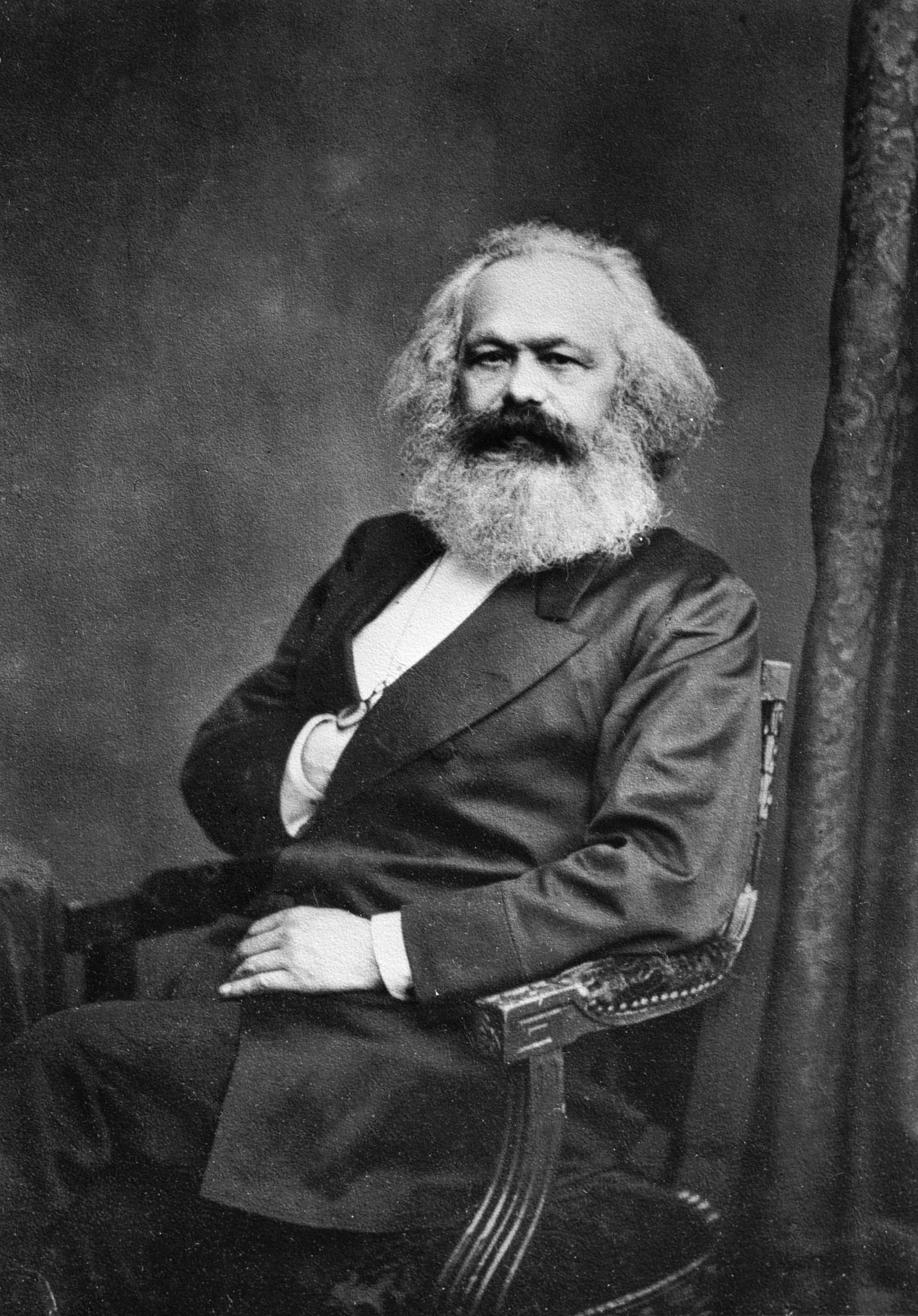
کارل مارکس

«دین افیون توده‌هاست» جمله‌ای از کارل مارکس، فیلسوف، جامعه‌شناس، نویسنده و اقتصاددان آلمانی است که از عبارت اصلی "Die Religion … ist das Opium des Volkes" در کتاب نقد فلسفه حق هگل استفاده می‌کند.

## متن جمله
مارکس در نقد فلسفه حق هگل انتقاد خود را به مذهب اینگونه بیان می‌کند:
«این انسان است که مذهب را می‌آفریند و مذهب نیست که انسان را می‌آفریند و در واقع مذهب خودآگاهی و عاطفهٔ انسانی است که یا هنوز خود را نیافته یا آن که تاکنون خود را دوباره گم کرده‌است. البته انسان موجودی انتزاعی نیست که خارج از جهان لمیده باشد، بلکه انسان در رابطه با جهان بشر، حکومت و جامعه است. این حکومت و این جامعه است که مذهب یعنی جهان آگاهی وارونه را می‌سازد. زیرا که جهان وارونه است و مذهب، تئوری عمومی این جهانست، خلاصه‌ای از دائرةالمعارف آنست، شکل عامه پسند منطق آنست، جوهر شرف معنوی آنست، شور و حرارت آنست، تأیید اخلاقی آنست، مکمل تشریفاتی آنست، بنیان کلی تسلی و توجیه آنست. مذهب تحقق افسانه‌ای ذات انسانی است، زیرا سرشت بشری دارای واقعیت حقیقی نیست؛ بنابراین مبارزه علیه مذهب، مبارزهٔ مستقیم علیه آن جهانی است که عطر معنوی آن، مذهب می‌باشد. فقر مذهب ضمن آن که بیان فقر واقعی است، در عین حال اعتراض علیه فقر واقعی نیز می‌باشد.
مذهب، آهِ شکسته در گلوی محرومان رنج‌دیده و ریشخند دنیای سنگ‌دلی است که زائیدهٔ روح بی‌جان شرایط اجتماعی می‌باشد. دین افیون توده‌هاست.
مذهب به مثابه خوشبختی تخیلی مردم است و از بین بردنش به مثابه مطالبهٔ خوشبختی واقعی آن هاست. مطالبهٔ کنار گذاشتن خیال پردازی‌ها در مورد کیفیت آنست، مطالبهٔ کنار گذاشتن کیفیتی است که به خیالبافی‌ها احتیاج دارد؛ بنابراین نقد بر مذهب، نطفهٔ نقد برزخی است که جلوهٔ قدس آن، مذهب است.
نقد، گل‌های سیالی زنجیرها را پر پر کرده‌است، نه به خاطر آن که انسان زنجیر خشک و کسل کننده‌ای را حمل کند، بلکه به خاطر آن که زنجیر را به دور افکند و گل‌های زنده را بچیند. نقد بر مذهب، انسان را از اشتباه بیرون می‌آورد تا به این ترتیب فکر کند، عمل نماید، واقعیت خود را همچون انسانِ از اشتباه بیرون آمده و بر سر عقل آمده‌ای ترسیم نماید و به این ترتیب به گِرد خود و به گِرد خورشید واقعی خویش بچرخد. تا زمانی که انسان به گِرد خود بچرخد، مذهب فقط خورشید تخیلی‌ایست که به گِرد انسان می‌چرخد؛ بنابراین وظیفهٔ تاریخ است که بعد از آن که حقیقتِ آخرت از میان رفت، حقیقتِ دنیا را مطرح سازد. وظیفهٔ فلسفه – که در خدمت تاریخ قرار دارد – این است که بعد از برملا شدن اَشکال مقدس از خود بیگانگی انسان، در وهلهٔ اول از خود بیگانگی را در اَشکال نامقدس آن افشا نماید. به این ترتیب نقد به آسمان مبدل به نقد زمین، نقد مذهب تبدیل به نقد بر حقوق و نقد الهیات مبدل به نقد بر سیاست می‌گردد.»

## واکنش‌ها
از جمله کسانی که به این عبارت واکنش نشان داده‌اند، می‌توان به ولادیمیر لنین، چارلز کینگزلی و آرنولد ریوج اشاره کرد.
مادلین مری اهر، متفکر بی‌خدای آمریکایی در واکنشی طنزآمیز به این جمله گفت: «مارکس اشتباه می‌کرد، دین افیون توده‌ها نیست؛ بلکه این بیس‌بال است که افیون توده‌هاست.»